# Le Carré noir
Cet article possède un paronyme, voir Carré noir (homonymie).
Pour plus de détails, voir Fiche technique et Distribution.
Le Carré noir (en russe : Чёрный квадрат, Chyorny kvadrat) est un drame policier réalisé par Iouri Moroz en 1992, d'après le roman La Foire à Sokolniki de Friedrich Neznansky.

## Synopsis
Les événements ont lieu en novembre 1982, juste après la mort de Léonid Brejnev. Un jeune enquêteur stagiaire au bureau du procureur de Moscou, Alexandre Touretski, participe à l'enquête sur un meurtre ordinaire. Cependant, l'enquête mène Touretski et son chef Merkoulov au sommet du pouvoir.
Entre-temps, les agents du KGB s'intéressent également à l'affaire. L'enquête révèle une sombre histoire liée à la réserve d'or du Parti communiste et aux machinations d'un général corrompu du KGB, Kassarine, qui est prêt à arrêter les enquêteurs à tout prix. Tout d'abord, un à un, des témoins importants disparaissent, puis vient le tour des enquêteurs de craindre pour leur vie.

## Fiche technique
- Titre : Le Carré noir
- Titre original : Чёрный квадрат (Chyorny kvadrat)
- Réalisation : Iouri Moroz
- Scénario : Iouri Moroz d'après le roman de Friedrich Neznansky
- Directeur de la photographie : Boris Novosselov
- Direction artistique : Inna Ratnikova, Félix Rostotski
- Compositeur : Iouri Poteïenko
- Son : Lioubov Kolpakova
- Maquillage : Natalia Karasseva
- Costumes : Ekaterina Terekhina
- Montage : Valentina Mironova
- Rédaction : Elena Tchoukhraï
- Directeur de production : Natalia Nikitina
- Producteur : Sergueï Jigounov
- Production : Gorki Film Studio
- Pays d'origine : Russie
- Format : 35 mm - Couleur
- Genre : film policier, drame
- Durée : 123 minutes
- Date de sortie : 1992

## Distribution
- Dmitri Kharatian : Alexandre Touretski, inspecteur stagiaire au parquet de Moscou
- Vitali Solomine : Constantin Merkoulov, enquêteur au parquet de Moscou
- Ielena Iakovleva : Rita Chastlivaïa, légiste
- Vassili Lanovoï : Vassili Kassarine, général du KGB
- Tatiana Kravtchenko (en) : Alexandra Rouslanova, colonel, chef de section à la Criminelle de Moscou
- Armen Djigarkhanian : Mikhaïl Guéorgadzé
- Emmanuil Vitorgan : Kazakov
- Alla Balter (ru) : Rakitina
- Volodimir Talachko (en) : Griaznov agent de la Criminelle de Moscou
- Tatiana Lioutaïeva (ru) : Alla Ter-Pogossian
- Vadim Andreïev (en) : Krasnikovski
- Andreï Boltnev : Ponomarev
- Mikhaïl Glouzski : Tsapko, général de la GRU
- Darya Moroz : Lida Merkoulova
- Igor Iassoulovitch : Rakitine
- Nikolaï Zassoukhine (ru) : Emelianov
- Stanislav Zhitarev (ru) : Moïsseev
- Aleksandr Grave (en) : Liossia
- Kirill Stoliarov (ru) : Abrikossov
- Nikolaï Alexeïev (ru) : Satine
- Valeri Afanassiev (ru) : Rachyline
- Lioudmila Dolgoroukova (ru) : Elena Petrovna
- Maria Vinogradova : voisine de Touretski
- Vera Voronkova (ru) : Irina Frolovskaïa, prostituée, voisine de Touretski,
- Vladimir Trochine : général dans la milice
- Nikolaï Pogodine (ru) : brocanteur
- Alekseï Zolotnitski (ru) : Nikolaï Petrovitch
- Inga Boudkevitch (ru) : capitaine dans la milice
- Natalia Khorokhorina (ru) : maître d'hôtel
- Marina Tarassova (ru) : manager
- Iouri Kolytchev (ru) : chef du département d'enquêtes
- Dmitri Pevtsov : caméo